# 奈良県道238号三輪山線
奈良県道238号三輪山線（ならけんどう238ごう みわやません）は、奈良県桜井市を通る一般県道である。

## 概要
桜井市大字三輪の大神神社から国道169号に至る。同神社の参道であり、終点には非常に目立つ、鋼鉄製の巨大な鳥居がそびえ立つ。

### 路線データ
- 起点：桜井市大字三輪（大神神社付近）
- 終点：桜井市大字三輪（三輪参道入口交差点、国道169号交点）

## 地理

### 通過する自治体
- 奈良県
  - 桜井市

### 交差する道路
| 交差する道路 | 交差する場所 | 交差する場所              |
| ------------ | ------------ | ------------------------- |
| 国道169号    | 大字三輪     | 三輪参道入口交差点 / 終点 |

### 交差する鉄道
- 桜井線

### 沿線
- 大神神社
- JR西日本桜井線 三輪駅
- 芝運動公園